# Boechera stricta
Boechera stricta là một loài thực vật có hoa trong họ Cải. Loài này được (Graham) Al-Shehbaz mô tả khoa học đầu tiên năm 2003.